# Charles de Hepcée
 (juin 2021).
La mise en forme du texte ne suit pas les recommandations de Wikipédia : il faut le « wikifier ».
Les points d'amélioration suivants sont les cas les plus fréquents. Le détail des points à revoir est peut-être précisé sur la page de discussion.
- Les titres sont pré-formatés par le logiciel. Ils ne sont ni en capitales, ni en gras.
- Le texte ne doit pas être écrit en capitales (les noms de famille non plus), ni en gras, ni en italique, ni en « petit »…
- Le gras n'est utilisé que pour surligner le titre de l'article dans l'introduction, une seule fois.
- L'italique est rarement utilisé : mots en langue étrangère, titres d'œuvres, noms de bateaux, etc.
- Les citations ne sont pas en italique mais en corps de texte normal. Elles sont entourées par des guillemets français : « et ».
- Les listes à puces sont à éviter, des paragraphes rédigés étant largement préférés. Les tableaux sont à réserver à la présentation de données structurées (résultats, etc.).
- Les appels de note de bas de page (petits chiffres en exposant, introduits par l'outil «  Source ») sont à placer entre la fin de phrase et le point final[comme ça].
- Les liens internes (vers d'autres articles de Wikipédia) sont à choisir avec parcimonie. Créez des liens vers des articles approfondissant le sujet. Les termes génériques sans rapport avec le sujet sont à éviter, ainsi que les répétitions de liens vers un même terme.
- Les liens externes sont à placer uniquement dans une section « Liens externes », à la fin de l'article. Ces liens sont à choisir avec parcimonie suivant les règles définies. Si un lien sert de source à l'article, son insertion dans le texte est à faire par les notes de bas de page.
- La présentation des références doit suivre les conventions bibliographiques. Il est recommandé d'utiliser les modèles {{Ouvrage}}, {{Chapitre}}, {{Article}}, {{Lien web}} et/ou {{Bibliographie}}. Le mode d'édition visuel peut mettre en forme automatiquement les références.
- Insérer une infobox (cadre d'informations à droite) n'est pas obligatoire pour parachever la mise en page.

Pour une aide détaillée, merci de consulter Aide:Wikification.
Si vous pensez que ces points ont été résolus, vous pouvez retirer ce bandeau et améliorer la mise en forme d'un autre article.
Charles dit Charley de Hepcée, né le 14 mars 1911 à Ixelles et mort le 27 juin 1944  à Castelmaurou est un aviateur et résistant belge.

## Biographie
Sous-lieutenant d'infanterie en 1932, cadre navigant de l'École d'aéronautique en 1934, Charles de Hepcée obtient le grade de capitaine en 1939.
Il épouse en 1936 Micheline de Sélys Longchamps, fille d'Edgard de Sélys Longchamps, petite-fille de Walthère de Selys Longchamps et arrière-petite-fille d'Edmond de Sélys Longchamps, dont il aura quatre enfants : Éric, Monique, Rose et Claire.
En mai 1940, après la capitulation de la Belgique, il revient à Halloy, dans la propriété de sa belle-famille, où il devient officiellement fabricant de charbon de bois.
En 1941, il ouvre le home d'Haljoux qui accueillera des enfants en difficultés, dont un certain nombre d'enfants juifs.
Le ravitaillement du pensionnat et la vente de charbon de bois lui servent de couverture pour visiter les fermes, collecter des informations sur l'ennemi, préparer des terrains de parachutage pour la Résistance et mettre en place des filières d'évasion pour les pilotes tombés au combat.
Dès le début de 1942, il crée avec Anselme Vernieuwe dit Selmo la ligne "Rose-Claire" (du nom de ses deux jumelles nées récemment) qui aide des aviateurs à partir pour l'Angleterre et fait des allers-retours réguliers entre la Belgique et la France. La ligne doit rapidement fermer. Sous les ordres de William Ugeux, directeur général du Service de Renseignements et d'Action en territoires occupés, il organise et fait fonctionner, avec Anselme Vernieuwe et l'ophtalmologiste belge Charles Schepens (ayant pris le faux nom de Jacques Pérot), le fameux passage de l'Iraty (Pyrénées-Atlantiques) via la scierie de Mendive remise en état de fonctionnement dans ce but.
Le livre Le Chirurgien et le berger retrace l'histoire de ce réseau d'évasion et de passage de documents d'une prodigieuse efficacité. Il souligne le rôle déterminant du berger Jean Sarochar, être fantaisiste épris de liberté, pour l'aide désintéressée qu'il apportât à Charles Schepens.
Pendant un an, ils feront passer en Espagne, vers le Royaume-Uni, renseignements, agents 'brûlés', courriers, colis, personnalités telles que les ministres d'Aspremont Lynden et Paul Tschoffen, le commandant de Gendarmerie Engels, Jean Cartier de Marchienne, etc.
En mars 1943, recherché par toutes les polices d'occupation, il doit se résoudre à partir lui aussi, sans sa femme qui était venue le retrouver en passant la ligne de démarcation avec les enfants. Ils devront partir plus tard. Arrivé à Londres, il rejoint la R.A.F.
Le 14 mai 1943, son épouse et leurs quatre enfants — les deux derniers, des jumelles, viennent d'avoir un an — sont arrêtés par la police italienne près de Grenoble. Les Allemands espéraient ainsi forcer Charles de Hepcée à se dévoiler.
Ce n'est que bien des semaines plus tard qu'il apprend, outre la mort de son frère abattu au-dessus des Pays-Bas, le sort de son épouse et de ses enfants. Il est alors chargé d'une dernière mission (la mission Roch) et revient sur le continent. Conjointement à sa mission il espère pouvoir obtenir des renseignements concernant la détention de son épouse mais il est arrêté dans la nuit du 12 au 13 avril 1944, en passant les Pyrénées.
Le 27 juin (le 29 selon un codétenu qui partageait sa cellule mais cela s'est avéré une erreur), sur ordre du lieutenant-colonel Friedrich Suhr et du lieutenant Karl-Heinz Müller (de) du (KdS) de Toulouse, il est fusillé avec quinze autres résistants dans le bois de la Reulle, à Gragnague, dans les environs de Toulouse.

## Découverte de son corps
Le corps de Charles de Hepcée est retrouvé et identifié en 2012 parmi les cinq fusillés inconnus du Bois de la Reulle, abattus le 27 juin 1944 et inhumés à Castelmaurou près de Toulouse. Il est inhumé à Halloy (Belgique) dans le caveau familial le 24 juillet 2012.

## Sort de son épouse
Micheline de Sélys Longchamps, également membre de la Résistance, ignorant tout de la disparition de son mari, est transférée à Suse en Italie où, grâce au commandant italien de la prison, ses parents viendront chercher les quatre enfants. Elle est ensuite déportée politique successivement à Ravensbrück, Hanovre (kommando de Hannover-Limmer)[réf. nécessaire] et Bergen-Belsen, d'où elle ne sera délivrée qu'en avril 1945.

## Distinctions ainsi que celles de son épouse
Charles de Hepcée (1911-1944)
- Officier de l'ordre de Léopold avec palme
- Chevalier de l'ordre de Léopold II (1939)
- Croix de guerre - Londres (1943)
- Croix de guerre avec palme
- Médaille de la Résistance armée 1940-1945
- Médaille commémorative de la guerre 1940-1945 avec deux éclairs entrecroisés
- Croix du prisonnier politique 1940-1945 avec deux étoiles
- Croix de guerre 1939–1945, palme de bronze - République française
- Médaille de la Résistance française à titre posthume (2022)[5],[6]
- Médaille commémorative française de la guerre 1939–1945
- Croix de guerre 1940-1945 - Grand Duché de Luxembourg
- Award for Brave Conduct
- Major A.R.A.(Agent de renseignements et d'action) 1re catégorie
- Honneur et Patrie République française - Soldat sans uniforme F.F.C.

Son nom sera donné à une rue du village de Halloy, où il avait fait construire une maison en 1942.
Micheline de Sélys Longchamps (1912-1983)
- Chevalier de l'ordre de Léopold II avec palme
- Croix de guerre avec palme
- Médaille de la Résistance armée 1940-1945
- Médaille commémorative de la guerre 1940-1945 avec deux éclairs entrecroisés
- Croix du prisonnier politique 1940-1945 avec quatre étoiles
- Croix de guerre 1939–1945 de la République française avec une étoile de vermeil et une étoile d'argent
- Médaille commémorative française de la guerre 1939–1945
- Croix de la Résistance tchécoslovaque 1939-1945
- Adjudant A.R.A. 4e catégorie (Auxiliaire des Services de renseignements et d'action)
- Honneur et Patrie République française - Soldat sans uniforme des F.F.C.

## Bibliograpohie
- Meg Ostrum (trad. de l'anglais par Xavier Guesnu), Le chirurgien et le berger : Deux héros de la Résistance au Pays basque, Aubéron, 2021 (1re éd. 2011), 272 p. (ISBN 978-2-84498-182-0, présentation en ligne)